# Meridià 59 a l'oest
El meridià 59 a l'oest de Greenwich és una línia de longitud que s'estén des del pol Nord travessant l'oceà Àrtic, Groenlàndia, Amèrica del Sud, l'oceà Atlàntic, l'oceà Antàrtic, i l'Antàrtida fins al pol Sud.
El meridià 59 a l'oest forma un cercle màxim amb el meridià 121 a l'est. Com tots els altres meridians, la seva longitud correspon a una semicircumferència terrestre, uns 20.003,932 km. Al nivell de l'Equador, és a una distància del meridià de Greenwich de 6.568 km.

## De Pol a Pol
Començant en el pol Nord i dirigint-se cap al pol Sud, aquest meridià travessa:
| Coordenades                             | País, territori o mar  | Notes |
| --------------------------------------- | ---------------------- | --- |
| 90° 0′ N, 59° 0′ O / 90.000°N,59.000°O  | Oceà Àrtic             | |
| 83° 30′ N, 59° 0′ O / 83.500°N,59.000°O | Mar de Lincoln         | |
| 82° 4′ N, 59° 0′ O / 82.067°N,59.000°O  | Groenlàndia            | |
| 81° 56′ N, 59° 0′ O / 81.933°N,59.000°O | Newman Bugt            | |
| 81° 52′ N, 59° 0′ O / 81.867°N,59.000°O | Groenlàndia            | |
| 75° 42′ N, 59° 0′ O / 75.700°N,59.000°O | Badia de Baffin        | |
| 70° 0′ N, 59° 0′ O / 70.000°N,59.000°O  | Estret de Davis        | |
| 60° 0′ N, 59° 0′ O / 60.000°N,59.000°O  | Oceà Atlàntic          | Mar de Labrador |
| 55° 9′ N, 59° 0′ O / 55.150°N,59.000°O  | Canadà                 | Terranova i Labrador — Labrador Quebec — des de 52° 0′ N, 59° 0′ O / 52.000°N,59.000°O                                                          |
| 50° 46′ N, 59° 0′ O / 50.767°N,59.000°O | Golf de Sant Llorenç   | |
| 49° 34′ N, 59° 0′ O / 49.567°N,59.000°O | Canadà                 | Terranova i Labrador — Península de Port au Port a l'illa de Terranova                                                                          |
| 48° 31′ N, 59° 0′ O / 48.517°N,59.000°O | Badia St. George       | |
| 48° 8′ N, 59° 0′ O / 48.133°N,59.000°O  | Canadà                 | Terranova i Labrador — illa de Terranova |
| 47° 35′ N, 59° 0′ O / 47.583°N,59.000°O | Oceà Atlàntic          | |
| 7° 53′ N, 59° 0′ O / 7.883°N,59.000°O   | Guyana                 | Territort reclamat per Veneçuela |
| 1° 19′ N, 59° 0′ O / 1.317°N,59.000°O   | Brasil                 | Roraima Amazones — des de 0° 14′ N, 59° 0′ O / 0.233°N,59.000°O Mato Grosso — des de 8° 46′ S, 59° 0′ O / 8.767°S,59.000°O                      |
| 16° 18′ S, 59° 0′ O / 16.300°S,59.000°O | Bolívia                | |
| 19° 24′ S, 59° 0′ O / 19.400°S,59.000°O | Paraguai               | |
| 24° 39′ S, 59° 0′ O / 24.650°S,59.000°O | Argentina              | |
| 38° 40′ S, 59° 0′ O / 38.667°S,59.000°O | Oceà Atlàntic          | |
| 51° 23′ S, 59° 0′ O / 51.383°S,59.000°O | Illes Malvines         | Illa Soledad — reclamada per Argentina |
| 52° 3′ S, 59° 0′ O / 52.050°S,59.000°O  | Oceà Atlàntic          | |
| 60° 0′ S, 59° 0′ O / 60.000°S,59.000°O  | Oceà Antàrtic          | |
| 62° 12′ S, 59° 0′ O / 62.200°S,59.000°O | Illes Shetland del Sud | Illa Rei Jordi i Illa Nelson — reclamat per Argentina, Xile i Regne Unit                                                                        |
| 62° 20′ S, 59° 0′ O / 62.333°S,59.000°O | Oceà Antàrtic          | |
| 63° 40′ S, 59° 0′ O / 63.667°S,59.000°O | Antàrtida              | Península Antàrtica — reclamat per Argentina, Xile and Regne Unit                                                                               |
| 64° 57′ S, 59° 0′ O / 64.950°S,59.000°O | Oceà Antàrtic          | Mar de Weddell |
| 75° 29′ S, 59° 0′ O / 75.483°S,59.000°O | Antàrtida              | Antàrtida Argentina, reclamat per Argentina · Territori Antàrtic Xilè, reclamat per Xile · Territori Antàrtic Britànic, reclamat per Regne Unit |